# Beltsville 300 1968
Beltsville 300 1968 var ett stockcarlopp ingående i Nascar Grand National Series (nuvarande Nascar Cup Series) som kördes 24 augusti 1966 på den 0,5 mile (804,67 m) långa ovalbanan Beltsville Speedway i Beltsville i Maryland. Totalt avverkades 150 miles (241,401 km) fördelat på 300 varv. Banunderlaget var asfalt. Loppet vanns av David Pearson i en Ford på tiden 2:00.15 körande för Holman Moody. Pearsons snitthastighet uppgick till 74,844 mph. Han var vid målgång ensam förare på ledarvarvet, ett varv före tvåan Bobby Isaac. Prispotten uppgick till 6 800 dollar, varav 1 400 dollar gick till segraren.

## Resultat
| Plc     | Nr | Förare         | Team/ bilägare           | Konstruktör | Start | Varv | Ledda varv |
| ------- | -- | -------------- | ------------------------ | ----------- | ----- | ---- | ---------- |
| 1       | 17 | David Pearson  | Holman Moody             | Ford        | 2     | 300  | 130        |
| 2       | 71 | Bobby Isaac    | K&K Insurance Racing     | Dodge       | 7     | 299  | 12         |
| 3       | 3  | Buddy Baker    | Fox Racing               | Dodge       | 8     | 297  | 0          |
| 4       | 48 | James Hylton   | Hylton Engineering       | Dodge       | 5     | 297  | 0          |
| 5       | 4  | John Sears     | DeWitt Racing            | Ford        | 6     | 285  | 0          |
| 6       | 25 | Jabe Thomas    | Robertson Racing         | Ford        | 10    | 282  | 0          |
| 7       | 06 | Neil Castles   | Neil Castles             | Plymouth    | 23    | 282  | 0          |
| 8       | 09 | Roy Tyner      | Roy Tyner                | Chevrolet   | 19    | 273  | 0          |
| 9       | 10 | Bill Champion  | Champion Racing          | Ford        | 4     | 269  | 0          |
| 10      | 19 | Henley Gray    | Gray Racing              | Ford        | 21    | 267  | 0          |
| 11      | 28 | Earl Brooks    | Brooks Racing            | Ford        | 15    | 262  | 0          |
| 12      | 01 | Paul Dean Holt | Dennis Holt              | Ford        | 17    | 246  | 0          |
| 13      | 64 | Elmo Langley   | Langley-Woodfield Racing | Ford        | 13    | 171  | 0          |
| 14      | 43 | Richard Petty  | Petty Enterprises        | Plymouth    | 1     | 158  | 158        |
| 15      | 70 | J.D. McDuffie  | McDuffie Racing          | Buick       | 14    | 122  | 0          |
| 16      | 55 | Tom Pistone    | Lyle Stelter             | Ford        | 9     | 115  | 0          |
| 17      | 07 | George Davis   | George Davis             | Chevrolet   | 11    | 112  | 0          |
| 18      | 8  | Ed Negre       | Negre Racing             | Ford        | 16    | 101  | 0          |
| 19      | 5  | Pete Hamilton  | Rocky Hinton             | Ford        | 3     | 85   | 0          |
| 20      | 88 | Buck Baker     | Buck Baker Racing        | Oldsmobile  | 22    | 82   | 0          |
| 21      | 20 | Clyde Lynn     | Negre Racing             | Mercury     | 12    | 14   | 0          |
| 22      | 95 | Frog Fagan     | Gray Racing              | Ford        | 20    | 10   | 0          |
| 23      | 34 | Wendell Scott  | Scott Racing             | Ford        | 18    | 3    | 0          |
| Källor: |    |                |                          |             |       |      |            |